# Rolf Maier
Rolf Maier (* 11. April 1960) ist ein ehemaliger deutscher Fußballspieler, der als Aktiver des SC Freiburg von 1980 bis 1992 in der 2. Bundesliga 285 Spiele bestritten hat.

## Laufbahn

### Jugend und Amateur, bis 1980
In der Runde 1977/78 wurde Rolf Maier als Spieler des FV Biberach zu drei Länderspielen in die Deutsche Jugendnationalmannschaft berufen. Als Verteidiger eingesetzt lernte er dabei die Torhüter Uwe Greiner und Eike Immel sowie Libero Bernd Schuster kennen. Danach sammelte das Defensivtalent zwei Jahre mit Biberach Erfahrung in der Oberliga und nahm mit 20 Jahren das Vertragsangebot des SC Freiburg für die 2. Bundesliga an.

### SC Freiburg, 1980 bis 1992
In der ersten Saison in Freiburg, 1980/81, kam der Nachwuchsspieler aber nicht an den Defensiv-Akteuren Klaus Bury, Volker Fass und Karl-Heinz Wöhrlin vorbei und musste sich mit sieben Einsätzen zufriedengeben. Sein Debüt in der 2. Liga feierte der von Olympia Laupheim hervorgegangene Verteidiger beim Auswärtsspiel am 20. August 1980 bei Eintracht Trier. Beim 0:0-Unentschieden wurde er in der 80. Spielminute eingewechselt. Erstmals 90 Minuten im Einsatz war „Rollo“ Maier am 29. November 1980 beim 2:1-Heimerfolg gegen den FSV Frankfurt. Er bildete zusammen mit Karl-Heinz Bente und Reinhard Binder das SC-Mittelfeld. Ab dem zweiten Jahr gehörte der vorbildliche Kämpfer zur Stammbesetzung des Sportclubs. Trainer Lutz Hangartner brachte Maier in 27 Spielen zum Einsatz. Seine 34 Einsätze in der Saison 1986/87 unter Trainer Jörg Berger – der SC Freiburg belegte den achten Tabellenrang – bedeuteten seinen persönlichen Rekord. Zusammen mit Torhüter Siegfried Grüninger, Libero Karl-Heinz Schulz und Axel Lais bildete er dabei die Standardverteidigung. Im zwölften Jahr von „Rollo“ Maier beim SC – 1991/92 – begann die Trainer-Ära von Volker Finke im Dreisamstadion. In 27 Spielen zeigte der „Kämpfer“ nochmals seine Qualitäten und hatte damit Anteil an der Erringung des 3. Platzes. Sein letztes Spiel in der 2. Bundesliga bestritt Rolf Maier am 17. Mai 1992 bei der 1:3-Niederlage beim FC 08 Homburg. Jetzt lauteten die Namen seiner Mitspieler Martin Braun, Ralf Kohl, Uwe Spies, Jens Todt, Andreas und Michael Zeyer.
Nach der Runde 1991/92 beendete „Rollo“ Maier mit 32 Jahren nach 285 Einsätzen für den SC Freiburg in der 2. Liga seine Laufbahn.